# Irish League 1899-1900
L'Irish League 1899-1900 è stata la 10ª edizione della prima divisione del campionato nordirlandese di calcio.
Il campionato era formato da sei squadre e il Belfast Celtic vinse il titolo.

## Classifica finale
| Pos. | Squadra        | G  | V | N | P | GF | GS | Punti |
| ---- | -------------- | -- | - | - | - | -- | -- | ----- |
| 1    | Belfast Celtic | 9  | 6 | 1 | 2 | 19 | 11 | 13    |
| 2    | Linfield       | 9  | 4 | 4 | 1 | 21 | 10 | 12    |
| 3    | Distillery     | 10 | 4 | 4 | 2 | 17 | 13 | 12    |
| 4    | Cliftonville   | 10 | 3 | 4 | 3 | 19 | 22 | 10    |
| 5    | Royal Scots    | 7  | 2 | 1 | 4 | 10 | 17 | 5     |
| 6    | Glentoran      | 9  | 0 | 2 | 7 | 9  | 22 | 2     |

G = Partite giocate; V = Vittorie; N = Nulle/Pareggi; P = Perse; GF = Goal fatti; GS = Goal subiti; 